# Ignaz Seipel
Ignaz Seipel, né le 19 juillet 1876 à Vienne et mort le 2 août 1932 à Pernitz, est un homme d'État. Il est chancelier d'Autriche de mai 1922 à juin 1924, puis de nouveau de 1926 à 1929.

## Un prélat ambitieux
Prêtre catholique, il enseigne la théologie morale à Salzbourg, puis à Vienne. Dès le séminaire, il subit l'influence du bourgmestre social-chrétien Karl Lueger, pourfendeur acharné de la corruption dans l'administration impériale, mais aussi anti-libéral et antisémite. 
Remarqué pour ses publications sur des problèmes constitutionnels, Ignaz Seipel est appelé en octobre 1918 au ministère des Travaux publics et des Affaires sociales par le dernier chancelier impérial Heinrich Lammasch. C'est de ce poste qu'il assiste à la capitulation de l'Allemagne et à l'effondrement de l'Empire. Pragmatique, il ne croit guère en la possibilité de survie de l'Empire austro-hongrois malgré la confiance que lui accorde l'empereur Charles Ier. 
Au lendemain du traité de Saint-Germain-en-Laye de 1919, il se rallie avec enthousiasme à la jeune république d'Autriche dont il contribue à rédiger la Constitution.

## Le réformateur de l'économie
Chef de file des sociaux-chrétiens, il empêche la scission de son parti sur la question de l'abolition de la monarchie et devient dès ce moment une personnalité incontournable de la vie politique autrichienne. Benoît XV, qui l'apprécie particulièrement, le nomme protonotaire apostolique. 
L'Autriche est appauvrie. Sa grande autorité morale rassure un pays ruiné, humilié, privé de sa grandeur, en proie à la banqueroute, au chômage et au bord de la guerre civile. C'est en sauveur qu'Ignaz Seipel accède au poste de chancelier en mai 1922. 
D'emblée, il s'attelle au redressement économique du pays. À Genève, il obtient de la SDN un prêt de 650 millions de couronnes d'or. Pour garantir le prêt, la Société des Nations le pousse à créer une nouvelle monnaie, le schilling fixé au cours de 10 000 anciennes couronnes, et à mettre en place une banque d'émission indépendante du gouvernement. Il procède à des mesures draconiennes pour enrayer la circulation de la monnaie, licencie de nombreux fonctionnaires et lève de nouvelles taxes. Mais ceci a pour conséquence une forte baisse de la consommation et un recul de la production, de l'exportation, accompagné d'une augmentation du taux de chômage. 
L'Autriche se replie sur elle-même et contemple sa misère. On cherche des coupables et les Juifs sont tout désignés. En même temps, Mgr Seipel perd la confiance de l'électorat et sa popularité s'érode. Le 1er juin 1924, il est grièvement blessé dans un attentat et doit se retirer du pouvoir.

## Un vide politique
Les élections d'avril 1927 lui permettent de reprendre le pouvoir avec une confortable majorité. Il va cette fois montrer dans sa politique une orientation beaucoup plus nationaliste en s'appuyant sur des factions monarchistes ou l'Heimwehr. Il réprime sévèrement des manifestations socialistes en juillet 1927. 
Pour raison de santé, il démissionne en 1929. Il occupe encore un temps le poste de ministre des Affaires étrangères en 1930 et il est même question de le rappeler au pouvoir après l'effondrement du crédit bancaire en 1931. Mais atteint de tuberculose, il doit se retirer dans un sanatorium  où il décède le 2 août 1932.

## Fondateur de la démocratie chrétienne en Autriche
Figure de proue de la politique autrichienne de l'entre-deux-guerres, méfiant à l'égard du parlementarisme et très controversé dans les milieux de gauche, comme dans ceux d'extrême-droite, Mgr Seipel rêvait sans doute d'un État démocratique chrétien paternaliste, comme Don Sturzo en Italie. Cependant, le contexte social ne s'y prêtait pas et son héritier spirituel, Engelbert Dollfuss, évoluant vers un corporatisme salazariste, devra recourir à des méthodes plus autoritaires et instaurera en 1934 l'austrofascisme.